# Edith Thallaug
Edith Thallaug (Bærum, 16 giugno 1929 – Stoccolma, 7 giugno 2020) è stata un'attrice teatrale e cantante d'opera norvegese.

## Biografia
Nacque a Bærum da Rolf Thallaug e Marta Marie Halvorsen ed era sorella della cantante pop Anita Thallaug.
Fu destinata allo Studioteatret dal 1947 al 1948 ed al Nationaltheatret dal 1948 al 1960. Fece il suo debutto come cantante nel 1959 e fu ingaggiata dallo Stora Teatern di Göteborg dal 1960 al 1964 e dall'Opera reale svedese a Stoccolma dal 1964 al 1982.
La Thallaug inoltre scrisse il romanzo poliziesco Den myrdede lever, con il nome di Edith Rolfsen, pubblicato nel 1950.

## Onorificenze
Fu nominata Hovsångerska nel 1976 e nel 1977 ricevette il Premio Grieg.
Fu nominata Cavaliere di Prima Classe dell'Ordine di Sant'Olav nel 1983.